# Celso di Armagh
Celso di Armagh, in inglese Cellach di Armagh (1080 – Ardpatrick, 1º aprile 1129), è stato un arcivescovo cattolico irlandese, titolare dell'arcidiocesi di Armagh.
Cellach/Celso era figlio di Áed mac Máele Ísu meic Amalgada del Clann SínnaigIl. Il 23 settembre 1105 fu ordinato sacerdote.
Fu un vescovo e riformatore della Chiesa d'Irlanda, in numerose dispute usò la sua autorità per costruire la pace. Ricostruì la cattedrale di San Patrizio a Armagh.
Nel periodo tra il 1126 e il 1128 Cellach si adoperò intensamente per la pace nel violento conflitto tra  Munster e Connacht. 
Morì ad Ardpatrick nel Munster.
La sua memoria liturgica è celebrata il 1º aprile.